# Księga stopni
Księga stopni (ros. Степе́нная кни́га) – historia ziem ruskich spisana na dworze Iwana IV Groźnego w latach 1560/1561-1563, która została zatwierdzona przez metropolitę moskiewskiego i całej Rusi Makarego.

## Autorstwo i treść
Autorem dzieła jest mnich Andrzej (późniejszy metropolita Atanazy). Podczas swojej pracy opierał się na latopisach, chronografach, zapisach genealogicznych i innych źródłach. Księga ta zawiera usystematyzowany zapis historii ziem ruskich od Włodzimierza I do Iwana IV. Pojawiają się w niej także wątki odwołujące się do „starożytnych korzeni” i nieograniczonego zasięgu panujących w Rusi. Iwan IV zostaje tam przedstawiony jako prawomocny spadkobierca cesarzy rzymskich i bizantyjskich.